# سکاکاوتسی
سکاکاوتسی (به صربی: Skakavci) یک منطقهٔ مسکونی در صربستان است که در کوسیریچ واقع شده‌است. سکاکاوتسی ۲۷۴ نفر جمعیت دارد.